# Campionati del mondo di mountain bike 2012 - Cross country femminile Elite
Il Cross Country femminile Elite dei Campionati del mondo di mountain bike 2012 si è svolto l'8 settembre 2012 a Saalfelden, in Austria, su un percorso di 29,3 km. La gara è stata vinta dalla francese Julie Bresset, che ha terminato la gara in 1h32'25", alla media di 19,02 km/h.

## Ordine d'arrivo (Top 10)
| Pos. | Corridore              | Squadra     | Tempo    |
| ---- | ---------------------- | ----------- | -------- |
| 1    | Julie Bresset          | Francia     | 1h32'25" |
| 2    | Gunn-Rita Dahle Flesjå | Norvegia    | a 1'47"  |
| 3    | Georgia Gould          | Stati Uniti | a 3'12"  |
| 4    | Esther Süss            | Svizzera    | a 3'22"  |
| 5    | Irina Kalent'eva       | Russia      | a 3'23"  |
| 6    | Sabine Spitz           | Germania    | a 3'45"  |
| 7    | Tereza Huříková        | Rep. Ceca   | a 3'50"  |
| 8    | Lea Davison            | Stati Uniti | a 3'50"  |
| 9    | Aleksandra Dawidowicz  | Polonia     | a 4'03"  |
| 10   | Blaža Klemenčič        | Slovenia    | a 4'05"  |